# Iván Torres
Iván Arturo Torres Riveros (Asunción, 16 settembre 1994) è un calciatore paraguaiano, centrocampista dello Sp. Luqueño.

## Caratteristiche tecniche
Iván Torres viene utilizzato come mediano.

## Carriera

### Club
Ha iniziato la sua carriera nelle giovanili del Cerro, dove nel 2009 ha debuttato tra i professionisti, in prima squadra. Termina la sua esperienza nel club dopo 6 anni, trasferendosi nell’Olimpia. Nella sua prima stagione però non scende mai in campo, al verificarsi di ciò il club lo gira in prestito al Colón (SF), dove trova una certa continuità. L’anno seguente torna all’Olimpia, che ne deteneva il cartellino. A differenza della prima stagione con il club, colleziona molte presenze, condite fin qui con 3 gol.

### Nazionale
Vanta quattro presenze nella nazionale U-20 del Paraguay, segnando anche un gol.